# Lansquenete

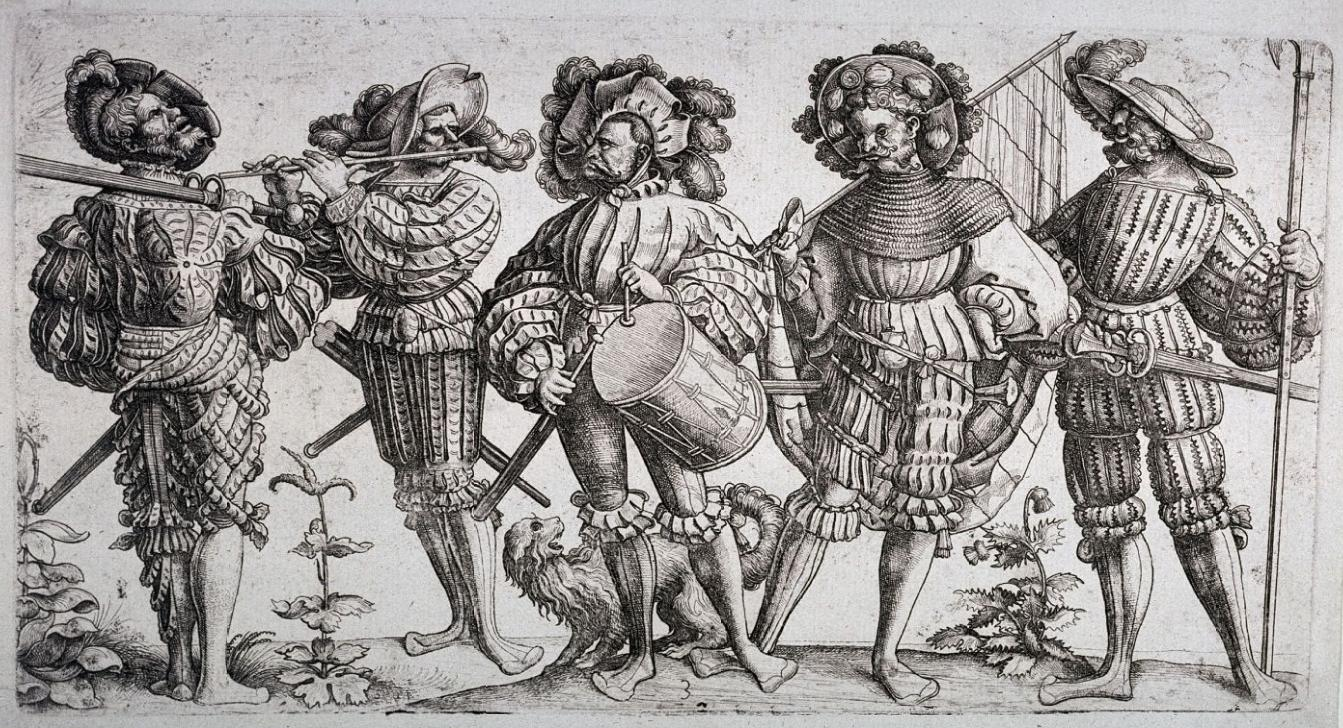
Os Cinco Lansquenetes. Gravura de Daniel Hopfer, c. 1530. Da esquerda para a direita: um Doppesöldnen, um pífaro, um tambor, um alferes e um alabardeiro.

Os lansquenetes (em alemão:  Landsknecht) eram soldados de infantaria mercenária, alistados pelas legiões alemãs do Sacro Império Romano-Germânico, que lutaram entre o final do século XIV e o Século XVII. 
Tornaram-se famosos por sua crueldade no confronto com povos com quem combateram, bem como pela violência que mostraram contra o inimigo.
O termo deriva do alemão e significa literalmente "empregado rural". Designava os soldados profissionais, recrutados pelo Imperador, especialmente entre os filhos cadetes das famílias camponesas dos pequenos proprietários. Eles preferiram se dedicar à atividade militar para não se tornarem servos rurais a serviço de seus irmãos primogênitos, que eram os únicos herdeiros de bens paternos. Daí o nome deles. Seu armamento consistia em uma espada e um longo pique.

## Etimologia
A palavra "lansquenete" e as suas variantes "lansquenê" e "lansquené" têm origem no termo original alemão "Landsknecht", entrando na língua portuguesa provavelmente através da palavra francesa "lansquenet". Por sua vez, "Landsknecht" vem das palavras alemãs "Land" (terra, território ou país) e "Knecht" (servo), significando portanto "servo da terra". Pensa-se que o termo "Landsknecht" tenha sido criado por Peter von Hagenbach, cavaleiro e comandante militar burgúndio do século XV, que o usou para designar os soldados das terras baixas do Sacro Império Romano-Germânico por oposição aos mercenários suíços. O termo referia-se inicialmente aos quadrilheiros ou meirinhos das terras alemãs, os quais eram também empregues em operações militares. 
Por volta de 1500, o termo "Landsknecht" derivou na designação enganosa de "Lanzknecht" que aludia à Lanz (lança), o longo pique usado por aqueles mercenários. De Landsknecht também derivou o termo coloquial "Landser", usado para designar um qualquer soldado no Exército Alemão. 
Hoje em dia, o termo "lansquenete" é ocasionalmente usado como sinónimo de "mercenário".

## História

### A origem dos exércitos mercenários europeus

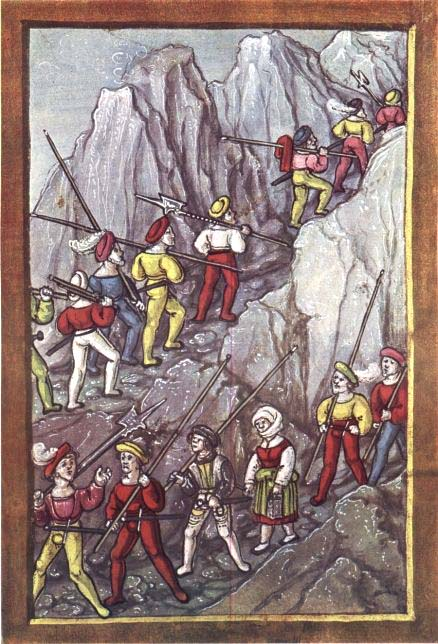
Mercenários suíços atravessando os Alpes.

No final da Idade Média, o sistema militar europeu baseava-se em dois pilares fundamentais:
- os cavaleiros nobres, vassalos de um rei ou outro grande senhor feudal, que se apresentavam ao serviço destes acompanhados por soldados originários das suas terras;
- as tropas populares — constituídas essencialmente por peonagem — fornecidas pelas cidades, vilas e municípios livres.

Apenas os cavaleiros nobres constituíam guerreiros dedicados inteiramente à profissão das armas, uma vez que as tropas populares e feudais eram constituídas por artesãos e camponeses mobilizados apenas para uma determinada campanha, voltando às suas profissões de origem quando esta acabasse. O monopólio da cavalaria na guerra profissional irá no entanto acabar, à medida que certas cidades se tornam cada vez mais poderosas, começando, no século XII, a recrutar corpos de tropas profissionais — compostas por soldados assalariados — para a sua defesa. Os primeiros destes corpos foram os brabanções, que atuaram no que é hoje a Bélgica na Guerra da Flandres (1297 - 1305) seguidos dos armagnacs na França e dos mercenários liderados pelos condottieri nas cidades-estado do Norte da Itália. Estes corpos mercenários não eram uniformes e incluíam desde soldados profissionais, como guerreiros sarracenos e besteiros genoveses, até simples camponeses e vagabundos.
Entretanto, aparecem também tropas de infantaria disciplinadas e armadas com lanças, capazes de enfrentar os cavaleiros. Estas tropas derrotam a cavalaria pesada em várias batalhas notáveis. Entre elas estão:
- as tropas hussitas, que na primeira metade do século XV se revelam invencíveis em várias batalhas contras as forças católicas;
- as tropas da Confederação Helvética que, na Batalha de Morgarten em 1386 e na Batalha de Sempach em 1387, derrotam os Habsburgos da Austria e na Batalha de Nancy em 1477 obtêm uma vitória decisiva sobre o Duque Carlos I da Borgonha.

As tropas hussitas eram constituídas essencialmente por infantaria, que lutava utilizando arcos, bestas, armas de fogo (canhões de mão e arcabuzes), a partir de fortes de carroças (Wagenburg). As tropas suíças eram constituídas por lanceiros, piqueiros e alabardeiros que combatiam formados em quadrados, cada qual com milhares de efetivos, estando na origem dos corpos de mercenários suíços do final do século XV, os quais, por sua vez, serviram de inspiração aos lansquenetes.

### O surgimento do conceito de lansquenetes
Após a morte do Duque Carlos I da Borgonha na Batalha de Nancy, os territórios do Ducado foram herdados por Maximiliano de Habsburgo, filho do então Imperador 
Frederico III e de Leonor de Portugal, depois de uma ação militar contra o Rei Luís XI da França que também pretendia aqueles territórios. Apesar de apoiado por nobres como o conde Engelberto II de Nassau e o conde de Remont da Casa de Saboia, Maximiliano integrou contingentes de tropas populares flamengas nas fileiras dos seus exércitos. Em 1479, na Batalha de Guinegate, Maximiliano consolidou a aquisição dos seus novos territórios, incluindo os Países Baixos, o Luxemburgo e o Franco-Condado. Para fazer face aos novos contra-ataques franceses e à pressão dos poderosos estados vizinhos da Baviera e da Boémia, Maximiliano tem que manter um exército poderoso, especialmente a partir do momento em que a guerra com os Turcos imobiliza os exércitos do Imperador na Hungria, obrigando-o ao recrutamento de soldados profissionais. Em 1487, poucos meses após a sua coroação como Rei da Alemanha, Maximiliano inicia a contratação de mercenários, dando origem ao conceito dos lansquenetes, no qual a peonagem — à maneira das antigas legiões romanas — formada em quadrados e armada com longas lanças ou piques, se torna mais adestrada no combate que qualquer outra força militar, de tal modo que, a partir de então, irão tornar-se indispensáveis a qualquer potência que entre em guerra na Europa.
Em 1490, estas tropas estão presentes em Bruges, sob o comando do conde Eitel-Frederico de Hohenzollern e de capitães suíços, apoiando Maximiliano, que os queria organizar como uma ordem militar, segundo o modelo das ordens de cavalaria então existentes.

### O apogeu dos lansquenetes

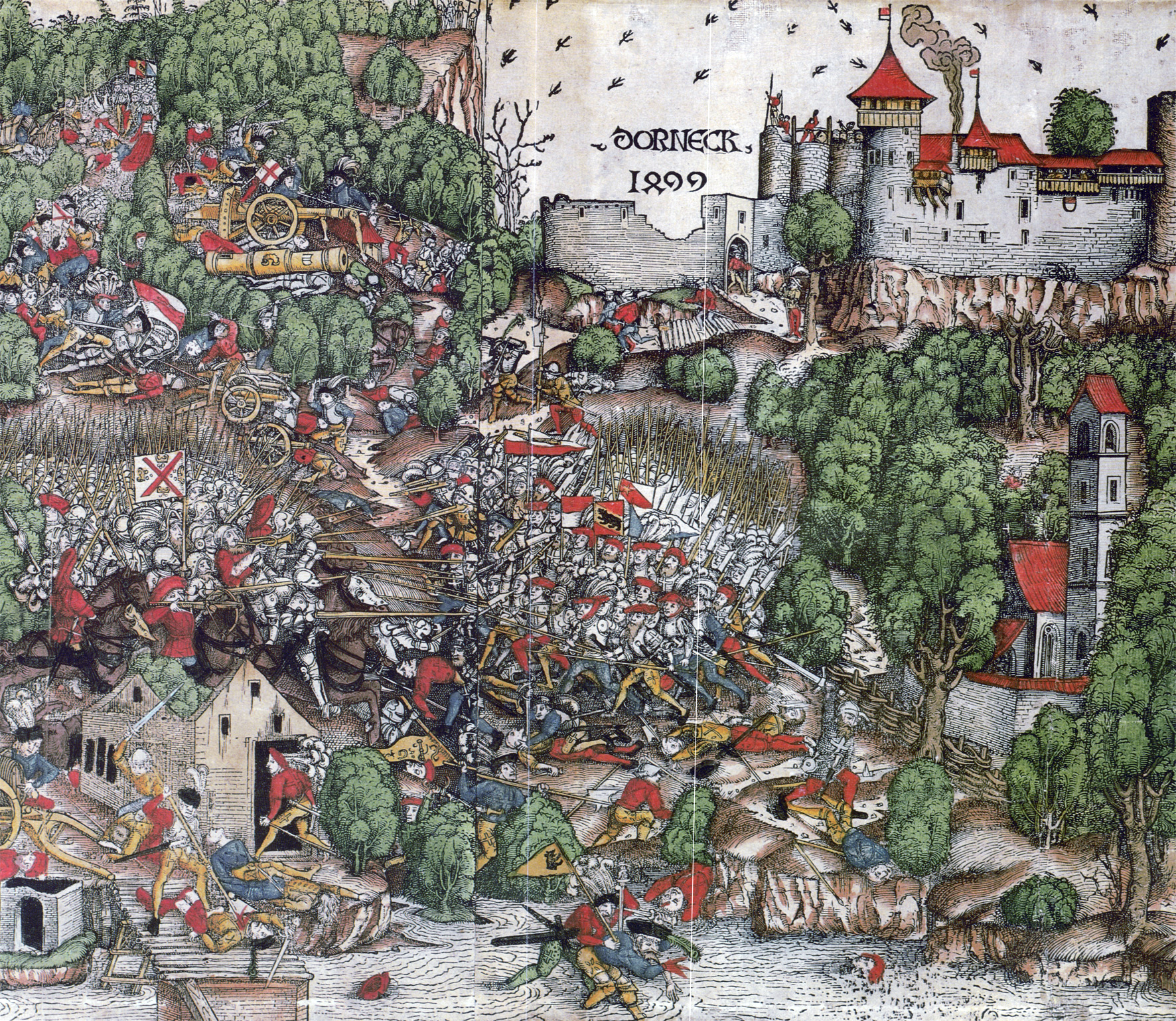
Batalha de Dornach, em 1499, entre lansquenetes e Suíços.

No final do século XV, com a escalada do conflito entre a Liga Suábia e a Confederação Helvética, foram novamente empregues lansquenetes em combate. Na chamada "Guerra dos Suabos", as tropas de Maximiliano de Habsburgo lutaram ao lado da Liga Suábia, a qual havia sido formada em 1488 como um contrapeso aos esforços expansionistas dos Wittelsbach da Baviera. Os contingentes imperiais e as tropas suábias sofreram pesadas derrotas contra os Suíços que — com a Paz de Basileia em 1499 — obtiveram a sua independência do Império Romano-Germânico. Apesar de justificada por valores mais nobres, a Guerra dos Suabos teve muito a ver com o ódio irracional existente entre os mercenários suíços (Reisläufer) e os lansquenetes alemães.
A Liga Suábia teve a lutar ao seu lado Georg von Frundsberg, que, pouco antes, ao serviço do Imperador, havia também lutado no Ducado de Milão, contra os Franceses. Frundsberg ajudou Maximiliano no treino e na preparação dos exércitos de lansquenetes, altura em que avaliou as experiências adquiridas na Guerra dos Suábios, levando à evolução das suas táticas. Frundsberg acabou por se tornar no mais importante comandante dos lansquenês nas Guerras Italianas, conduzindo-os a importantes vitórias sobre as tropas francesas e suíças. A sua morte, em 1528, marcou um ponto de viragem na história dos lansquenês.
Para além das Guerras Italianas, os lansquenetes também combateram na Guerra da Sucessão de Landshut, na Guerra dos Camponeses e na Guerra de Esmalcalda. Os seus êxitos militares levaram a que os lansquenetes começassem a ser recrutados, não apenas pelo Imperador e pelos príncipes imperiais, mas também por príncipes estrangeiros, especialmente pelos reis da França. A vidas dos lansquenetes começou a caracterizar-se por uma elevada autoestima em que eles se viam a si próprios como uma espécie de ordem militar secular. A sua autoestima levava-os a exigir grandes recompensas aos seus empregadores, de cuja concessão dependia a obediência dos lansquenetes em combate.
A fanática inimizade entre os lansquenetes alemães e os Reisläufer suíços, durante as Guerras Italianas, degenerou na chamada "guerra má", na qual — em contraste com a "guerra boa" — não eram tomados prisioneiros, com os inimigos feridos ou capturados a serem massacrados sem piedade. Com a mesma impiedade, os lansquenês enfrentaram os seus compatriotas da Legião Negra que combateu ao serviço do Rei da França contra o Império Romano-Germânico, contrariando as ordens que Maximiliano havia dado para que todos os lansquenetes alemães abandonassem a França.

### O declínio dos lansquenetes
O Imperador Maximiliano I e o seu sucessor Carlos V tiveram que lidar constantemente com problemas financeiros que os impediam de pagar regularmente aos exércitos de lansquenetes, resultando frequentemente em problemas de indisciplina no seio destes. Faltando dinheiro aos senhores da guerra, estes tiveram que se desfazer dos seus lansquenetes que — empobrecidos e sem fontes de rendimento — depressa se dedicaram percorrer as várias regiões em busca de novos empregadores, a mendigar ou mesmo a saquear. 
A necessidade levou muitos lansquenetes a servirem em exércitos estrangeiros que, gradualmente, aprenderam os seus métodos de combate e puderam dispensá-los. Até à segunda metade do século XVI, os lansquenetes ajudaram a estabelecer os padrões militares europeus. A diferença entre os exércitos de lansquenês e os restantes exércitos europeus foi-se atenuando, levando à diminuição da importância daqueles. A moda do lansquenê foi-se esbatendo, junstamente com o seu estilo exuberante de vestuário e com o próprio uso do termo "Landsknecht" substituído pelo de "Kaiserlicher Fußknecht" (literalmente "servo a pé imperial").
O recrutamento e a organização de exércitos mercenários continuou na Alemanha até meados do século XVII. Apesar dos exércitos mercenários terem desempenhado um papel crucial na Guerra dos Trinta Anos, naquela época eram já compostos por soldados profissionais oriundos de toda a Europa, onde os lansquenetes (no sentido restrito de "mercenários de origem alemã") já não dominavam. No final do século XVII, os exércitos mercenários tinham sido já largamente substituídos por exércitos nacionais permanentes.

## Organização
Com Maximiliano I, a organização dos lansquenetes formou as bases do Exército Imperial, sendo depois adoptada por outros chefes militares. As unidades de base dos lansquenetes eram os regimentos, cada qual com um efetivo de até 4000 homens (ainda que este número fosse raramente alcançado), sob o comando de Obristen (coronéis). A cada coronel era concedida uma patente do Imperador para formar um regimento, composto por um estado-maior e por várias companhias designadas "Fähnleins" (literalmente "bandeiras" ou "bandeirolas"), cada qual a cargo de um capitão (Hauptmann). 
Os coronéis que exercessem o comando de vários regimentos tinham os títulos de "Obersten Feldhauptmannes" (coronéis capitães de campo) ou "General-Obristen" (coronéis-generais), sendo auxiliados por conselhos de guerra. Como o comando-geral dos vários regimentos, impedia os coronéis-generais de exercerem o comando privativo dos regimentos, o comando de cada um deles era delegado num Locotenens (lugar-tenente) ou Obrist-Locotenens (lugar-tenente do coronel) que, mais tarde, deu lugar ao posto de Oberstleutnat (tenente-coronel), escolhido geralmente de entre os capitães mais experientes e mantendo geralmente o comando privativo da sua bandeira. 
Em campanha, cada regimento de lansquenetes era seguido por um trem de bagagens (conhecido por "Tross"), que transportava os abastecimentos e os pertences de cada soldado, bem como lhes prestava vários tipos de serviços. A maioria dos integrantes do Tross eram mulheres e crianças (grande parte delas, familiares dos soldados), bem como artesãos, padeiros, açougueiros, prostitutas, cozinheiros e vendilhões.

### Os postos e funções regimentais

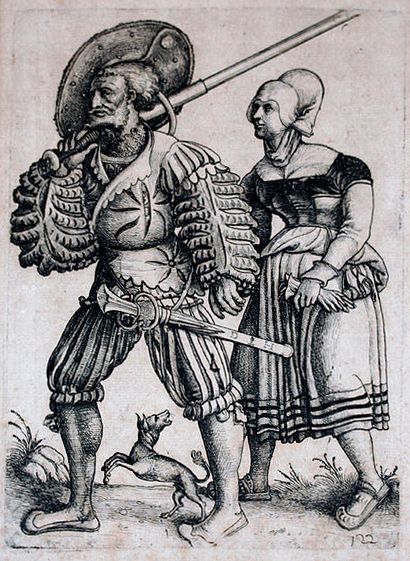
Um Doppersöldner acompanhado da mulher.

Em cada regimento, o coronel era auxiliado por um estado-maior, composto por vários especialistas da sua confiança, tais como médicos, intérpretes, escrivães, tambores e pífaros e outros oficiais, onde se incluíam:
- Pagador (Pfennigmeister ou Zahlmeister) — responsável por administrar a caixa de guerra, receber as contribuições e pagar os soldos;
- Auditor (Schultheiss) — juiz encarregado da manutenção da lei e da ordem dentro do regimento. O auditor presidia a um tribunal marcial composto por 12 conselheiros regimentais, um escrivão (Schreiber) e o seu sargento de justiça (Gerichtswebel) e um Doppersöldner que servia de oficial de justiça;
- Quartel-mestre (Quartiermeisters) — responsável pelo aquartelamento das tropas, bem como pelo seu equipamento e abastecimento. O quartel-mestre superintendia no provisor (Proviantmeister) e nos furriéis (Fourieren) das bandeiras no que diz respeito a abastecimento, respetivamente, de provisões para os soldados e de forragens para os animais;
- Preboste (Profoss ou Provost) — encarregue da polícia militar nos acampamentos. Competia-lhe manter a ordem e a disciplina, acabar com descatos entre soldados, deter os soldados que cometessem crimes e fiscalizar os preços dos produtos à venda no Tross;
- Sargento do Tross (Trosswebel) — principal organizador do Tross e também designado como "Hurenwebel" (literalmente "sargento das prostitutas"). Como o Tross funcionava como uma espécie de subunidade do regimento, o Trosswebel era coadjuvado pelo seu próprio tenente (Locotenens) e porta-bandeira (Fahnenträger);
- Mestre dos saques (Beutmeister) — responsável pela distribuição mais ou menos equitativa dos despojos resultantes dos saques e por evitar que fossem feitos roubos e destruições não autorizadas pelo coronel;
- Mestre da guarda (Watchmeister) — encarregue da segurança dos grandes acampamentos, onde estacionavam 5000 ou mais efetivos;
- Vaguemestre (Wagenmeister) — responsável por dirigir os comboios de carros que acompanhavam os lansquenetes (um carro por cada dez soldados), bem como por ordenar as formações de fortes de carroças.

### Os postos e funções em cada bandeira

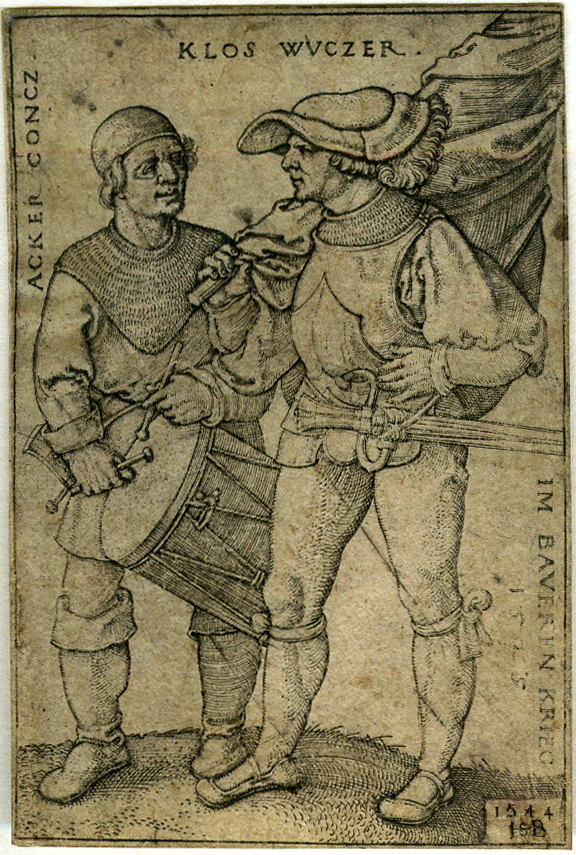
Um tambor (Trommler) e um alferes (Fähnrich) de lansquenetes.

O capitão (Kapitän ou Hauptmann) era o comandante de cada companhia ou bandeira (Fähnleins) do regimento. Os capitães normalmente combatiam na primeira linha, ao lado dos Doppelsöldnert, armados com espada, machado ou alabarda. Frequentemente, eram desafiados pelos seus homólogos inimigos para duelos individuais. Cada capitão tinha o seu próprio estado-maior que consistia em:
1. Tenente (Locotenens) — o segundo comandante da bandeira;
2. Alferes (Fähnrich)  — encarregue de transportar a bandeira da companhia. O alferes — juntamente com os tambores (Trommler) e pífaros (Pfeifere) — desempenhava a importante tarefa de marcar direção e o ritmo da marcha das tropas, que se orientavam opticamente pela visão da bandeira e pelo som dos tambores e pífaros. Ocasionalmente, eram também enviados como emissários em negociações com o inimigo;
3. Cirurgião (Feldscher) — encarregue de tratar os feridos e os doentes;
4. Capelão (Feldkaplan)- responsável pelo apoio religioso e moral aos soldados;
5. Primeiro-sargento (Feldwebel) — encarregue de instruir os soldados e de tratar da administração da bandeira. Era designado pelo coronel de entre os lansquenetes mais experientes;
6. Segundo-sargento (Gemeinwebeln) — encarregue de coadjuvar o primeiro-sargento, existindo dois por bandeira;
7. Guia (Führer ou Guide) — responsável pela exploração e reconhecimento dos percursos a seguir pelas tropas;
8. Furriel (Fourier) — responsável pelo aquartelamento;
9. Cabo de esquadra (Rottmeister) — o graduado de menor posto, encarregue cada um da chefia de uma esquadra (Rotte), que podia ser composta por dez soldados regulares ou por seis Doppelsöldnern.